# Archidiecezja Mwanza
Archidiecezja Mwanza – diecezja rzymskokatolicka  w Tanzanii. Powstała w 1880 jako apostolski wikariat Południowej Wiktorii-Niasy. Przemianowany w 1915 na wikariat Wiktorii- Niasy a w 1929 na wikariat Mwanzy. Diecezja od 1953, archidiecezja od 1987.

## Biskupi diecezjalni
- Antoon Oomen,  † (1929–1948)
- Joseph Blomjous, M.Afr. † (1950–1965)
- Renatus Lwamosa Butibubage † (1966–1987)
- Anthony Mayala † (1987–2009)
- Jude Thadaeus Ruwa’ichi O.F.M.Cap., (2010–2018)
- Renatus Nkwande (od 2019)